# Koproporfirinogén III-oxidáz
A mitokondriális koproporfirinogén III-oxidáz (röviden CPOX) a CPOX gén által kódolt enzim. A gén hibája állatokban csökkent hemtermelést okoz. Az ezzel összefüggő betegség az örökletes coproporphyria.
A CPOX, a hembioszintézis 6. enzimje, és koproporfirinogén III-at alakít protoporfirinogén IX-cé 2 egymást követő oxidatív dekarboxilációs lépés során. Aktivitását a limfocitákban mérik.

## Funkció
A CPOX a porfinmetabolizmus 6. lépésében résztvevő enzim, mely a koproporfirinogén III protoporfirinogén IX-cé történő oxidatív dekarboxilációját katalizálja a hem- és klorofill-bioszintézisben. A fehérje monomerenként 2 vasat tartalmazó homodimer. Elektronakceptorként működő kétatomos oxigén jelenlétében aktív. Sok eukarióta és prokarióta expresszálja az enzimet.

## Szerkezet

### Gén
A humán CPOX a 3. kromoszóma q11.2 sávján lévő, 7 exont tartalmazó 14 kb-os CPOX gén által kódoltmitokondriális enzim.

### Fehérje
A CPOX 40 kDa-os prekurzorként jelenik meg N-terminális mitokondriális jelzőpeptiddel. A proteolízis után a fehérje érett 37 kDa-os homodimer.

## Klinikai jelentőség
Az öröklött coproporphyria (HCP) és a harderoporphyria két részleges CPOX-hiánnyal összefüggő fenotipikusan eltérő rendellenesség. A neuroviszcerális szimptómák HCP-ben gyakoriak. Ezenkívül összefügghet hasi fájdalommal és fényérzékeny bőrrel. Biokémiai vizsgálatokból ismert koproporfirin III-hiperexkréció vizeletben és székletben. A HCP autoszomális domináns, a harderoporphyria ritka autoszomális recesszív eritropoetikus HCP-változat. Klinikailag neonatális hemolitikus anémia. Néha a bőrléziók jelenlétét is leírták székletbe történő jelentős harderoporfirin-ürüléssel.
Több mint 50 HCP-okozó CPOX-mutáció ismert. Ezek többsége a CPOX szerkezetében történő aminosavcserével jár. Ezek közül legalább 32 betegségokozó. A harderoporphyriás és a HCP-s betegek esetén a 6. exonban vannak a mutációk. Mivel csak e régióban lévő mutációk (K404E) okoznak harderoporphyriát, ez csökkenti a dekarboxiláció második lépésének sebességét a koproporfirinogén III protoporfirinogén IX-cé való alakításában, tehát az enzim e lépésben érintett aktív helyét a 6. exon kódolja.

Hemszintézis. Egyes reakciók a citoplazmában, mások a mitokondriumban történnek (sárga)

## Kölcsönhatások
A CPOX kölcsönhat az atipikus ketoizokoproporfirinnel (KICP) higanynak kitett emberekben.

## Fordítás
Ez a szócikk részben vagy egészben  a   Coproporphyrinogen III oxidase című angol Wikipédia-szócikk ezen változatának fordításán alapul.  Az eredeti cikk szerkesztőit annak laptörténete sorolja fel. Ez a jelzés csupán a megfogalmazás eredetét és a szerzői jogokat jelzi, nem szolgál a cikkben szereplő információk forrásmegjelöléseként.